# Галисия
За централноевропейската историческа област вижте Галиция.
Галисия (Galicia или Galiza на галисийски) e автономна област в Северозападна Испания, граничеща на запад с Атлантическия океан, на юг с Португалия, на изток с областите Астурия и Кастилия и Леон и на север с Кантабрийско море. Площта ѝ е 29 574 км², а населението около 2 797 000 души (2009). Нейният главен град е Сантяго де Компостела (Santiago de Compostela). Официалните езици там са испански и галисийски (gallego), и двата от групата на романските езици. (Галисийският е твърде сходен с португалския и донякъде с испанския и лесно се разбира от представители на съответните езикови общности)

## История

### Праистория
- Населената още от древността област, наричана от древните гърци „земя на καλλαικoι“ („калеки“ е първият известен тамошен етноним), бива овладяна от келтите, пристигнали на полуострова между XIX и IV век пр. Хр.

#### Култура на мегалитизма
- Първата значителна и ясно идентифицирана култура по тези земи се характеризира със строителния си и архитектурен капацитет, както и със силната си религиозност, основана на култа към мъртвите като посредници между хората и бога. Това религиозно чувство е запазило важността си и до наши дни. За тази епоха дават информация хилядите могили, разпръснати по цялата територия на Галисия. Във вътрешността си могилите, познати като долмени представляват погребални камери, изградени от каменни плочи.

#### Бронзова епоха
- През бронзовата епоха се постига сериозно развитие на металургията, благоприятствано от рудното богатство в региона. През тази епоха се изработват различни прибори, инструменти и накити от злато и бронз, изнасяни и извън пределите на полуострова. Изглежда, заради климатичните промени, в Галисия започват да пристигат нови преселници, което увеличава населението, както и конфликтите между отделните поселища.

### Античност

#### „Кастро“-етап
- „Кастро“-етапът процъфтява през втората половина на Желязната епоха. Според някои исторически източници, началото на отглеждането на добитък, питомни коне и вероятно житни култури е поставено във възникналите по тези земи келтски селища. Според множество други от източниците обаче, в древната предроманска история на Галисия няма келтски елементи и това е тезата, която днес е по-поддържана сред историците.
- Към тази епоха се отнасят така наречените „кастро“ селища. Представлявали кръгли, укрепени, затворени пространства с една или няколко концентрични стени, разположени основно по върховете на хълмовете и възвишенията. Има множество добре запазени останки от „кастро“, като общото при всички тях е, че при изграждането им човекът се е приспособявал към терена, а не обратното. Колкото до църквите от този период, единствената намерена постройка е тази в Елвиня. В кастро-селището в Мейрас е запазен некропол. В други от селищата съществували малки конструкции с форма на кутии, в които се съхранявали погребалните урни. Съществува и тип конструкции, частично разположени под земята и с резервоар за вода, следите от огън, по които свидетелстват, че са служели за изгаряне на труповете.
- Икономиката се базирала на земеделието и скотовъдството.

#### Романски етап
- Римляните покоряват племената, живеещи на територията на днешна Галисия, за да се възползват от минното богатство на региона. С времето го превръщат в провинция на империята под името „Gallaecia“. Постепенно кастро-селищата губят своята предишна отбранителна значимост. Римляните донасят нови техники, нови пътища за комуникация, нови форми на организация на собствеността и нов език – латинския, но същевременно проявяват толерантност и към съществуващата култура.
- По-късно в Галисия идва и християнството, измествайки малко по малко езичеството. В още по-късен етап, германското племе суеви основава независимо кралство в Галисия, което оцелява в продължение на 170 години. Постепенно суевите са асимилирани от вестготите, които налагат окончателно католицизма като религия в Галисия.
- Поради отдалечеността си, Галисия никога не изпитва пряко арабското влияние, подчинило в течение на седем века Испания. Северът остава бастион на Реконкистата. След като е отвоюван, част от югът се обявява за независим под името Португалия.

### Средни векове
- Според преданието, след смъртта на свети апостол Яков Зеведеев (Apóstol Santiago на галисийски и испански), неговите ученици Теодор и Атанасий пренасят мощите му от Йерусалим в Галисия. Осем века по-късно, през 814 г. (834 според някои източници) някой си отшелник Пелагий забелязва чудна светлина да просиява над гората, където е заровен Яков. Дочул за видението, крал Алфонсо II от Астурия се отправя към мястото и нарежда върху Campus Stellae (Compostela, букв. „поле на звездата“) да се построят храм и манастир. (Другият вариант за името на Компостела е да идва от латинската дума за „гробище“, compositum.) Около тях именно възниква Сантяго де Компостела. През средновековието градът става третото по святост място за западните християни след Йерусалим и Рим, а към неговата катедрала започват да се стичат потоци от поклонници от всички кътчета на Европа. Според вярванията, понастоящем мощите на апостола се намират в криптата на катедралата. Култът към фигурата на апостол Сантяго, утвърдил ключовото значение на Галисия в идеологическото укрепване на иберийските християнски кралства по време на Реконкистата и я издигнал като религиозен център и дестинация на поклонниците, което заздравило връзките с Европа. Пътят на Сантяго (El camino de Santiago) се превърнал в културна ос, по която се разпространявало, освен всичко останало, романското изкуство и лириката на трубадурите.

### Модерна епоха
- След процеса на нормативно утвърждаване на кастилския език, започнат от Алфонсо Х – Мъдрия /на власт между 1252 и 1284 година/, езикът гайего претърпява бърз упадък. В периода на обединяване на Испания, той преминава през така наречените „мрачни векове“, оцелявайки само на ниво устно общуване. През XVIII век започват опити за преодоляване на ситуацията на езиково и социално разделение между говорещите гайего и говорещите кастилски.

### Съвременност

#### XIX век
- През 1833 година Галисия губи своята представителност като административна единица и значимостта на Съвета на кралство Галисия намалява. Зараждат се също и четирите съвременни галисийски провинции, в които е структурирана територията под управлението на централното правителство.
- Бунтът на благородника Мигел Солис (Miguel Solís) вдига на оръжие част от армията против авторитарния режим на президента – Рамон-Мария Нарваес. Бунтовниците са разгромени в битката при Cacheiras на 23 април 1846 година, а оцелелите – разстреляни и познати впоследствие като Мъчениците за свобода.
- До XVIII век Галисия е в орбитата на Испанското католическо кралство, без възможност да прояви националните си черти и да предяви съответните претенции (галисийският се говори само сред народа, самостоятелно културно развитие липсва). Както и българското, галисийското Възраждане (Rexurdimento, „Решурдименто“) настъпва късно, едва през XIX век. Една от най-значимите фигури за този период е Росалия де Кастро (Rosalía de Castro, 1837 – 1885), интелектуалка и първа поетеса на роден език. От тази епоха са и други утвърдени галисийски писатели като Мануел Мургия, Мануел Лейрас Пулпейро, Едуардо Пондал и други. Чак до смъртта на диктатора Франко през 1975 г. Галисия е целенасочено подлагана на централизирани асимилаторски политики от управляващите в Мадрид. Понастоящем разполага с широка автономия.

#### ХX век
- През 1907 година започва, продължилият до Първата световна война, период на Солидарност, характеризиращ се с опитите за създаване на електорален фронт за елиминиране на политическия клиентелизъм и за постигане на по-голяма представителност на Галисия. Тези опити са тотално унищожени. Следват политически борби с централната власт и вътре в самата Галисия между политическите партии с различни възгледи. Все пак малко преди началото на Гражданската война в Испания, се постига относително самостоятелен статут на Галисия.

#### Испанската гражданска война и франкизма
- Гражданската война и последвалите репресии на франкизма слагат край на партиите, синдикатите и на всяка форма на плурализъм и свобода на изразяването и сдружаването. Галисия, която никога не става фронт на военни действия, е измъчвана от многобройни въстания, покачвайки броя на убитите и екзекутирани вследствие на многобройни съдебни процеси за престъпления като „предателство“ и „помагачество“ до 4200 души, според историка Карлос Фернандес Сантандер. Хора от всякакъв социален и идеологически ранг стават жертви на репресиите – четиримата цивилни губернатори /на четирите галисийски провинции/, жената на губернатора на Ла Коруня, патриотично настроени кметове, социалисти, депутати и ексдепутати от Народния фронт, военни, лоялни към Републиката и множество други. За много хора, обвързани с Републиката, започва период на изгнание.
- Някои местни леви движения създават партизански отряди, но действията им са потушени, а лидерите им – заловени и екзекутирани. През 60-те години, министри като Мигел Фрага Ирибарне инициират някои реформи на политическо отваряне, във времена, когато технократите модернизират и отварят испанската икономика за капитализма. Въпреки това, Галисия проиграва възможността да се превърне в основен доставчик на енергия за останалата част от Испания, в резултат на което претърпява огромни по размери икономически, а също и човешки загуби /като третата емиграционна вълна към Венецуела и Европа/.
- В последвалата епоха на развитие, във Виго се разполагат заводите Ситроен, модернизира се консервната индустрия и риболовния флот, а селскостопанските производители правят усилия за модернизиране на собствените си производства, особено в добиването на краве мляко. В провинция Оренсе, бизнесменът и политик Еулохио Гомес Франкейра динамизира селскостопанския сектор, създавайки кооперативи, което дава тласък на производството и продажбата на селскостопански стоки.
- Седемдесетте години преминават под знака на университетски, аграрни и работнически вълнения. През 1972 година се провеждат генерални стачки във Виго и Ферол, които са и индустриалните ядра на Галисия, с голяма синдикална активност.

- За последните век и половина от Галисия са излезли милиони емигранти. Особено много са те в Аржентина („Буенос Айрес е нашият Ню Йорк“, казват в съвременна Галисия), Бразилия и Куба (самият Фидел Кастро е с галисийски произход).

## Наименование
- В древността гърците наричали северозападната част на иберийския полуостров (район, по-голям от съвременната територия на Галисия) „калекой“ (καλλαικoι) – името, с което местните жители назовавали себе си. Топонимът на името произхожда от названието на келтските заселници, които пристигнали по море на две големи вълни – първата, около 1800 пр. Хр. и втората, около IV век пр. Хр. Топонимът еволюира до Gallaecia по време на римското управление. В средновековието, се формира независимо кралство, известно под името Кралство Галисия, превърнало се впоследствие в част от Кралство Леон. Въпреки това, територията на днешната автономия поддържа формално характера си на кралство до териториалното деление от 1833 година, когато се създават съвременните галисийски провинции и официално изчезват старите кралства. В преходния период между древността и средните векове, Галисия е наричана понякога Суевия, защото на нейна територия концентрирано се установяват нашественическите германски племена суеви.

### Топонимът Galiza
- Топонимът Галиса, използван заедно с Галисия, излиза от употреба към XV век, съвпадайки с упадъка на литературата, писана на езика гайего. Хроника на Ирия, е един от последните текстове на средновековен галисийски, датиран около 1468 или 1469 година, в който се среща названието Галиса.
- По време на така наречените тъмни векове, названието Галисия е единственото, което се използва, докато през XIX век внезапно се засилват патриотичните настроения и се връща в употреба името Галиса, използвано предимно от интелектуалци и писатели. Вече през ХХ век, терминът Галиса се превръща в израз на галисийския национализъм. След възстановяването на автономията, формата Галисия е единствената, използвана на институционално ниво и е по-обичайна за населението. Галиса е топоним, използван обичайно в речта на кръговете, близки до Блока на галисийските националисти, като се появява в техния проект за реформа на статута на автономията. Галиса е също единствен топоним за Галисия на миноритарното лингвистично течение на реинтегристите. След утвърждаването от страна на Кралската галисийска академия на нормативното споразумение от 2003 година, топонимът Галиса е приет официално като топоним на Галисия на езика гайего.

## Административно деление
- Въпреки че исторически е разделена на 7 провинции /La Coruña, Santiago, Betanzos, Mondoñedo, Lugo, Orense y Tuy/, изобразени на герба на Галисия, съвременната автономия е структурирана в четири провинции – Ла Коруня, Луго, Оренсе и Понтеведра. Така също, Галисия е разделена на множество райони, наречени комаркас, всяка от които се състои от по няколко общини (municipios), разделени от своя страна на енории (parroquias). Понастоящем, Галисия е структурирана на 4 провинции, 53 комаркас, 315 общини и 3778 енории. В процес на изграждане са две големи метрополитни зони – една на север /Ла Коруня – Ферол/ и една на юг /Виго – Понтеведра/.

## Правителство и политика
- Парламентът на Галисия е най-висшия представителен орган на управлението, който има законодателната власт. Съставен е от 75 депутати, избрани на пропорционален принцип, за период от 4 години. Чрез закон се гарантира възможността на галисийците, живеещи в чужбина, да гласуват. Парламентът се състои от 38 депутати от Народната партия на Галисия, 25 – от Социалистическата партия на Галисия и 12 депутати от Блока на галисийските националисти.
- Хунтата на Галисия е органът, натоварен с изпълнителната и административна власт на правителството. Състои се от президент, вицепрезидент и дванайсет съветници (consejeros). Местните администрации изпълняват своите функции, делегирани им от Хунтата чрез своите подчинени органи. Хунтата също така координира дейността на администрациите /депутатства/ на четирите провинции. Президентът на Хунтата управлява и координира нейната работа и е представителното лице на властта в Галисия. Член е на Парламента и се избира от депутатите. Назначава се от краля на Испания.

## Култура

### Езици
- Двата официални езика в Галисия са кастилски и гайего. Езикът гайего е признат за роден език в Галисия и има общ произход с португалския. Постигането на португалска независимост през средните векове, благоприятства развитието на двата езика в различни посоки и през XV век те вече се считат за два отделни такива. Едно миноритарно лингвистично движение /реинтегристи/ поддържа тезата, че гайего и португалският са просто различни вариации на един и същи език и че съвременните различия се дължат на „кастилизацията“ на езика гайего. Намерен е най-старият запазен документ, писан на гайего, който се датира от 1228 година и е съставен от краля на Леон – Алфонсо IX.
- С течение на годините използването на гайего замира в градските райони, под влиянието на кастилския. Въпреки това, 91% от населението са способни да говорят гайего, а 99% – да го разбират, според преброяването от 2001 година. Това е най-говореният език измежду собствените езици на исторически възникналите националности в Испания. Днес, благодарение на Закона за лингвистична нормализация от 1983 година, използването на гайего сред населението се увеличава значително, поради необходимостта му във все повече сфери на образованието и на трудовата заетост в автономията. Според цифрите, 20% от учениците между 14 и 19 години, говорят основно гайего.
- Езикът гайего има свой стандарт, изработен от Кралската академия на Галисия, на база на неговите литературни традиции. Съвременният галисийски език като официален такъв, притежава културна разновидност, използвана както в медиите за комуникация, така и в началното, средното и университетското обучение. Гайего се говори от повече от 3 милиона души по света, като по този критерии, езикът заема 146 място в световния списък, в който са включени повече от 6700 езика. Разбираемостта с португалския е 85%.

### Празници (Fiestas)
- Някои от най-популярните празници в Галисия са:
  - Празниците на апостол Сантяго – провеждат се в чест на патрона на Галисия и продължават половин месец. Извършват се религиозни церемонии, а на 24 юли се мятат изкуствени огньове, докато изгаря замък от пиротехнически средства, имитиращ фасадата на катедралата.
  - Празникът на Сан Фройлан – честванията са посветени на патрона на град Луго и се провеждат между 4 и 12 октомври. Тези празници събират всяка година множество туристи от цялата страна, като цифрата им през 2008 година достига до 1 035 000. Празниците са известни преди всичко с традиционните къщички, където се дегустира местното ястие с октопод а фейра.
  - Арде Лукус – един от най-посещаваните в Галисия празници. Провежда се на 25, 26 и 27 юни. Жителите на град Луго честват своето римско и келтско минало, преобличайки се като предците си, украсявайки града и реализирайки множество представления, като римски цирк, продажба на роби и келтски сватби.
  - Празникът Marisco – провежда се всеки октомври от 1963 година насам в градчето Ел Граве, провинция Понтеведра. През 80-те добива национална популярност. Дегустирането на пресни миди на народни цени е без съмнение, основната атракция на това събитие.
  - Празникът на Сан Пелайо – патронен празник на А Естрада, провинция Потеведра. Провежда се през юни, продължава три дни и се състои от религиозни служби, процесии, изкуствени огньове и танци.
  - Феста да Дорна – провежда се на 24 юли в Рибейра, провинция Ла Коруня. Заражда се през 1948 година като шега, която група приятели искали да направят на своите съседи и оттогава се провежда всяка година около 24 юли. Някои от дейностите, които се реализират са Гран При на Кариланас (Carrilanas) – регата с ръчно изработени плавателни съдове, премия Икар за безмоторно летене, песенен конкурс и други.
  - Ферия Франка – провежда се в Понтеведра през първия уикенд на септември, като се пресъздава открития градски пазар, възникнал още през 1467 година. Във ферията се припомнят периодите на най-голям просперитет на Понтеведра от XV до края на XVI век, а също така се възпроизвеждат исторически събития и занаятчийски дейности. Започва да се празнува през 2000 година и е един от най-важните празници в Понтеведра.
  - Рапа дас Бестас де Сабуседо – провежда се в първия уикенд на юли и е важно събитие с древни корени. Състои се в сваляне от планината на диви коне и вкарването им в заградени пространства, където се подрязват гривите им и се маркират жребците. Процесът се нарича „рапа“ и тази е най-известната в Галисия. Освен това тази рапа е различна от другите провеждани в Галисия, защото „алойтадорите“, натоварени да задържат животните неподвижни, докато се извършва маркирането и подрязването на гривите, не ползват никаква помощ.
  - Фестивалът в Ортигейра – провежда се през юли, в продължение на четири дни в Ортигейра, провинция Ла Коруня. Първоначално се празнувал между 1978 и 1987 година, а понастоящем се празнува от 1995 година насам. Базира се на келтската култура и фолклорната музика и е форум на различни селища, което прави фестивалът значима среща на култури от различни части на Испания и света. Събират се до около 100 000 души при всяко издание.
  - Викингски празненства в Катойра – празникът е светски и се провежда в Катойра, провинция Понтеведра в първата неделя на август. Празнува се от 1960 година насам и възпроизвежда исторически факти от защитата на Галисия от атаките на нормандските пирати и сарацините, търсещи съкровището на Църквата в Сантяго де Компостела.
  - Празникът на тялото Христово в Понтеареас – започва да се празнува през 1857 година. Провежда се в края на седмицата, следваща тази на Тялото Христово и е най-представителният празник, с килими от цветя.

## Демография
- Според преброяването от 2009 година, населението на Галисия е 2 796 089 души. Изчисляват се на около 3 милиона емигриралите галисийците, основна част от тях, в другите испански автономии, Аржентина и Венецуела. Важни галисийски колонии има и в Уругвай, Куба, Бразилия, Мексико, както и в някои европейски страни /Швейцария, Германия, Франция, Холандия и Великобритания са основни дестинации за емиграция на Галисийците през 60-те и 70-те години/.

- Типичният галисийски музикален инструмент е гайдата.
- Половината от работещите са заети в сектора на услугите. Туризмът е особено развит.
- Кулинарията ѝ се слави с рибните блюда (особено октоподът по галисийски), бадемовата торта от Сантяго и други.

### Разпределение на населението
- Галисия е на пето място сред испанските автономии по брой на населението, а гъстотата на населението от 93,78 жит./km², е малко над средното за страната. Традиционната организация на населението е съществено различна от тази в останалата част на Испания, с изключение на Астурия. Така, територията на всяка община е разделена на енории, а те от своя страна – на отделни селища. На високата степен на разпръснатост, заедно със завишения брой населени места, се дължи това, че около 50% от селищата в Испания са разположени в Галисия, образувайки в същото време само 5,8% от общата им площ. По-голямата част от населението на Галисия е концентрирано в крайбрежните райони, като районите с най-голяма гъстота на населението са метрополитните зони на Ла Коруня и Ферол. Според статистически данни от 2009 година, най-голямата по население община е тази на град Виго, въпреки че ако се вземе предвид само градското ядро, несъмнено най-населеният град е Ла Коруня. Галисия разполага с 22 общини с население, повече от 20 000 души. Основните от тях са:
  - Виго – 297 332
  - А Коруня – 246 056
  - Оуренсе – 107 742
  - Луго – 96 678
  - Сантяго де Компостела – 95 092
  - Понтеведра – 81 576
  - Ферол – 74 273
  - Виягарсиа де Ароса – 37 712 и др.

### Демографско развитие
- Демографската история на Галисия е една непрекъсната „загуба на тегло“, спрямо останалата част на Испания, плод на емиграцията към другите части на страната и към Латинска Америка. През 1857 година населението на Галисия представлява 11,49% от населението на цялата страна, а гъстотата му е най-голяма от всички региони. Въпреки това, през 2006 година само 6,19% от испанците живеят в тази автономия, а през 2007 година – 6,13%.
- Чуждестранното население в Галисия е само 2,9% – най-ниския процент, след този на Екстремадура. Средното ниво за страната е 10%, три пъти и половина пъти повече, отколкото за Галисия. Най-големите чужди колонии са португалската /17,93% от всички чужденци/, колумбийската /10,93%/ и бразилската /8,74%/.
- Според преброяването от 2006 година в Галисия се падат по 1,03 деца на жена, срещу 1,38 средно за страната. Въпреки всичко, от 1999 година се забелязва леко увеличаване на раждаемостта, тенденция, която се запазва и до днес и през 2006 е 7,9 на 1000. След 1981 година продължителността на живота в Галисия нарасна с 5 години, вследствие подобряване качеството на живота. През 2005 средната продължителност на живота в Галисия е 80,4 години /76,8 за мъжете и 84 за жените/.

## География
- Територията на Галисия е с площ от 29 574 km².

### Релеф
- В географията на Галисия изпъква контрастът между крайбрежния релеф и по-високата вътрешна част. Подчертан е и контрастът между високите северни равнини и планинските вериги и падини на юг. В орографски аспект вътрешността на Галисия се характеризира с ниски и заоблени планини, с множество реки, структурирани като притоци на река Миньо във вътрешността и по-къси реки, вливащи се в Кантабрийско море. Меките склонове на места отстъпват място на назъбени скатове, което се наблюдава в Каньоните на река Сил. В други зони има обширни долини, макар че броят им не е голям.
- Галисийското крайбрежие е с дължина 1500 km и се характеризира с множеството речни устиета /rías/, разделени на горни и долни – на юг от Фистера /Rías Altas и Rías Bajas/. Фистера или Финистере /Finisterre/ е най-западната точка на Галисия. Всички тези устиета имат голямо значение за риболовната индустрия на Галисия и допринасят за това, галисийското крайбрежие да се превърне в една от най-важните риболовни зони в света. Ерозията, причинявана на крайбрежието от Атлантическия океан, обяснява съществуването на множество носове, сред които изпъкват Estaca de Bares /най-северна точка на Галисия и разделяща линия между Атлантическия океан и Кантабрийско море/, нос Ортегал, нос Приор, Пунта Санто Адрао, нос Вилан, нос Тоуринян /най-западната точка на Галисия/, нос Финистере, обявен от римляните за край на познатия свят и нос Сиейро, който затваря от юг залива на Виго. Галисийското крайбрежие се характеризира и с множество архипелази, на които могат да се открият различни колонии от птици. През 2007 година са преброени 316 архипелага, малки скалисти островчета и други скални образувания в океана. Основните островни групи формират Национален парк на атлантическите острови на Галисия.
- Галисия е пресечена от север на югоизток от две тектонски пукнатини, които определят различния характер на терена. Една от тези пукнатини формира праволинейно стъпало по югозападното крайбрежие между нос Сиейро /Cabo Silleiro/ и устието на река Миньо, където могат да се видят триъгълните плоскости, маркиращи ясно границата между континента и морето. Същевременно, множеството термални извори в различни части на Галисия, маркират пътя на пукнатините през галисийската територия.
- В района на южното градче Пориньо /O Poriño/ има кариери на гранит, скала изобилстваща в по-голямата част на Галисия, но почти напълно отсъстваща в крайните североизточни райони на автономията. Тази особеност се отразява и на доминиращата архитектура – отбранителни съоръжения, мостове и цивилни и религиозни сгради, в които се използват гранитни блокове, докато за конструкциите на североизток са характерни други материали. Последното може да се наблюдава при римската стена на Луго, изградена от гладки шистови камъни.
- Основните планински вериги в Галисия са О Шистрал /северно от Луго/, Лос Анкарес /очертаващи границата с Леон и Астуриас/, О Коурел /граница с Леон/, О Ейшо /граница между Оренсе и Самора/, където на 2127 m се намира таванът на Галисия – връх Пеня Тревинка, Масисо де Мансанеда /сърцето на Оренсе/, О Фаро /граница между Луго и Понтеведра/, Кова да Серпе /граница между Луго и А Коруня/, Монтемайор /в провинция А Коруня/, Монтес до Тестейро /между Оренсе и Пантеведра/, А Пенеда и веригите О Шурес и О Лароуко /граница между Оренсе и Португалия/.

Основните върхове в Галисия са Пеня Тревинка – 2127, Пеня Сурвия – 2095 m, Алто до Торно – 1942 m, Малуро – 1925 m, Лос Анкарес – 1821 m и Кабеса де Мансанеда – 1778 m.

## Икономика
Има развити промишленост и земеделие. Благодарение на многото валежи се отглеждат зърнени култури, царевица, плодове, картофи и лозя. До голяма степен е развит риболовът, следователно и производството на висококачествени консерви. Поради благоприятното си разположение, Галисия се занимава с корабостроене (Ферол, Виго, Ла Коруня, Фене). Във Виго се намира един от най-големите автомобилостроителни заводи в Европа. Големи предприятия за производство на алуминий са разположени в Ла Коруня и Сан Сиприан. Химическата промишленост е добре развита и включва нефтопреработвателен комбинат в Ла Коруня. Галисия е известна със своята текстилна промишленост. Рибоконсервната промишленост заема водещо място при производството на храни. Виго е най-голямото риболовно пристанище в Европа и център на най-голямата компания за преработка на риба в света.
Регионът е и голям производител на електроенергия с три големи ТЕЦ-а и множество важни ВЕЦ, разположени по пълноводните реки в южната и източната част на областта. При Рибадео, на границата с Астурия се намира АЕЦ, чийто строеж е спрян, поради решението на испанския народ за прекратяване на ядрената програма на страната през 80-те. Освен това, Галисия е сред регионите на Испания с най-много вятърни паркове.

## Информация
1. ↑  www.ine.es